# Тингшпиль
Тингшпиль (нем. Thingspiel) — театральное направление (разновидность «массового театра»), существовавшее в нацистской Германии. Название происходит от древнгерманских родовых собраний «тингов». Театральные представления в жанре тингшпиль проводились под открытым небом, в естественных природных декорациях (например, среди холмов, древних руин, на лесных опушках). Сюжеты таких представлений часто были связаны с античными мифами или историей, а также германскими мифами и легендами. Кроме того, представления часто включали в себя демонстрации искусства верховой езды, цирковые представления и реконструкции битв. В большинстве случаев, тингшпиль предназначался для пропагандистских целей. Самый крупный успех среди произведений этого жанра имели «Страсти Германии» Рихарда Ойтингера, тингшпиль, поставленный летом 1933 года и транслируемый по всей стране.